# Bokhandlaren i Kabul
Bokhandlaren i Kabul - Ett familjedrama är en dokumentärroman av den norska författaren och journalisten Åsne Seierstad, utgiven 2002 (på svenska 2003). Efter talibanregimens fall levde författaren en längre tid hemma hos bokhandlaren, som i verkligheten heter Shah Mohammed Rais och dennes familj i Kabul. Boken bygger på författarens upplevelser och iakttagelser under denna tid och handlar delvis om bokhandlarens engagemang för yttrandefrihet men framförallt om det stränga och traditionella familjelivet och speciellt kvinnornas situation.
Boken sålde mycket bra men blev också kontroversiell och vållade stor debatt. Bokhandlaren själv anser att hans heder kränkts av hur han och hans familj skildras i boken. I Sverige har bland annat Jan Guillou hävdat att berättelsen måste vara alltigenom påhittad medan Seierstad hävdar att allt som står i boken är sant.

## Rättsprocess
Shah Mohammed Rais stämde Åsne Seierstad efter att boken publicerats och krävde skadestånd för den skada som han anser att han och hans familj har lidit. I juli 2010 dömde Oslo tingsrätt Seierstad att betala 125 000 norska kronor till bokhandlarens fru, Suraia Rais, för att hon kränkt hennes privatliv.